# High Frontier
High Frontier è un videogioco strategico sullo sviluppo e utilizzo della Strategic Defense Initiative, pubblicato nel 1987 per Amstrad CPC, Commodore 64 e ZX Spectrum dalla Activision.

## Modalità di gioco
Il giocatore, dalla parte degli Stati Uniti d'America, deve gestire il sistema SDI, basato sull'intercettazione di missili e testate nello spazio, in vista di un imminente attacco nucleare dall'Unione Sovietica.
A inizio partita si può selezionare il livello di difficoltà e l'orientamento del governo di ciascuno schieramento, tra hawk (guerrafondaio), realist (via di mezzo) e dove (pacifista, ma la guerra è in ogni caso inevitabile).
La schermata di gioco mostra un complesso sistema di icone. Dei simboli ai lati destro e sinistro dello schermo indicano rispettivamente numero e tipo di satelliti attualmente in orbita e numero e tipo di eventuali attacchi nemici in corso, mentre le icone in basso sono pulsanti per attivare le funzioni principali. La visuale al centro dello schermo cambia a seconda della funzione attualmente selezionata.
La schermata di ricerca e sviluppo, la più importante, permette di costruire i propri sistemi SDI scegliendo tra sei tipi, ciascuno con i suoi vantaggi e svantaggi: satelliti laser, satelliti laser a raggi X, cannoni a rotaia, SLAM (Satellite Launched Attack Missile), spazioplani, missili antibalistici.
Lo sviluppo di ciascun sistema è un lungo progetto che deve progredire attraverso una serie di livelli e richiede fondi e personale; entrambe le risorse sono limitate e il giocatore può scegliere come allocarle. Il presidente fornisce periodicamente le risorse e il giocatore può manipolarlo comunicandogli una stima, anche falsata, dell'attuale progresso dell'SDI.
I satelliti vengono lanciati a gruppi di 10, ma i lanci possono in parte fallire, e anche dopo l'entrata in orbita è necessario investire nella manutenzione o si possono perdere delle unità.
La schermata SDI permette di controllare i sistemi costruiti. La schermata spionaggio e ricognizione serve a scoprire cosa stanno facendo i sovietici, allocando punti fra tre differenti servizi di intelligence. La schermata minaccia dà un'idea dell'attuale stato di tensione internazionale. La schermata del mondo mostra la mappa con il polo nord al centro e 
controlla lo scorrere del tempo; quando è fermo si possono fare con calma le proprie scelte, mentre se lo si fa partire i giorni scorrono accelerati fino al successivo evento.
La schermata dell'orbita, accessibile quando si ha almeno un satellite attivo, permette di giocare manualmente una sequenza sparatutto con visuale in prima persona dal satellite, cercando di colpire mediante un mirino i missili nemici, mostrati come puntini lontani.
Quando scoppia infine la guerra, l'efficienza del sistema che si è riusciti a costruire determina la riuscita o meno dei vari attacchi nucleari nemici e di conseguenza il punteggio finale. Si può anche decidere se consigliare al presidente il contrattacco statunitense, opportuno solo se si pensa di non riuscire a fermare l'attacco sovietico, che influisce molto sul punteggio.
C'è la possibilità di salvare la partita in corso e la possibilità di fare pratica direttamente con la schermata dell'orbita, con un SDI preconfigurato e l'attacco già in corso.